# Еліас Маркано
Еліас Антоніо Маркано Точон (ісп. Elías Antonio Marcano Tochón; нар. 1 березня 1971, Тукупіта, штат Дельта-Амакуро) — венесуельський борець греко-римського стилю, бронзовий призер Панамериканського чемпіонату, бронзовий призер чемпіонату Центральної Америки, бронзовий призер Центральноамериканських і Карибських ігор, учасник Олімпійських ігор.

## Життєпис
Боротьбою почав займатися з 1983 року.
Виступає за борцівський клуб Тукупіти. Тренер — Константин Александру.

## Спортивні результати на міжнародних змаганнях

### Виступи на Олімпіадах
| Змагання                    | Збірна    | Вагова категорія                 | Місце |
| --------------------------- | --------- | -------------------------------- | ----- |
| Літні Олімпійські ігри 1996 | Венесуела | греко-римська боротьба, до 82 кг | 16    |

### Виступи на Чемпіонатах світу
| Змагання                        | Збірна    | Вагова категорія                 | Місце |
| ------------------------------- | --------- | -------------------------------- | ----- |
| Чемпіонат світу з боротьби 1997 | Венесуела | греко-римська боротьба, до 76 кг | 25    |

### Виступи на Панамериканських чемпіонатах
| Змагання                                   | Збірна    | Вагова категорія                 | Місце  |
| ------------------------------------------ | --------- | -------------------------------- | ------ |
| Панамериканський чемпіонат з боротьби 1993 | Венесуела | вільна боротьба, до 74 кг        | 5      |
| Панамериканський чемпіонат з боротьби 1997 | Венесуела | греко-римська боротьба, до 76 кг | Бронза |

### Виступи на Чемпіонатах Центральної Америки
| Змагання                                      | Збірна    | Вагова категорія          | Місце  |
| --------------------------------------------- | --------- | ------------------------- | ------ |
| Чемпіонат Центральної Америки з боротьби 1990 | Венесуела | вільна боротьба, до 74 кг | Бронза |

### Виступи на Центральноамериканських і Карибських іграх
| Змагання                                     | Збірна    | Вагова категорія          | Місце  |
| -------------------------------------------- | --------- | ------------------------- | ------ |
| Центральноамериканські і Карибські ігри 1990 | Венесуела | вільна боротьба, до 74 кг | Бронза |

### Виступи на інших змаганнях
| Змагання                                                             | Збірна    | Вагова категорія                 | Місце  |
| -------------------------------------------------------------------- | --------- | -------------------------------- | ------ |
| Панамериканський Олімпійський кваліфікаційний турнір з боротьби 1996 | Венесуела | греко-римська боротьба, до 82 кг | Бронза |